# Liste der Monuments historiques in Montreuil-sur-Epte
Die Liste der Monuments historiques in Montreuil-sur-Epte führt die Monuments historiques in der französischen Gemeinde Montreuil-sur-Epte auf.

## Liste der Bauwerke
| Bezeichnung        | Beschreibung | Standort                        | Kennzeichnung | Schutzstatus | Datum | Bild           |
| ------------------ | ------------ | ------------------------------- | ------------- | ------------ | ----- | -------------- |
| Dolmen de Coppière |              | Copierres, Les Fontaines (Lage) | PA00080132    | Classé       | 1895  | weitere Bilder |
| Kirche St-Denis    |              | (Lage)                          | PA00080133    | Inscrit      | 1985  | weitere Bilder |
| Pont d’Aveny       |              | (Lage)                          | PA00135713    | Classé       | 1995  | weitere Bilder |

## Liste der Objekte
- Monuments historiques (Objekte) in Montreuil-sur-Epte in der Base Palissy des französischen Kultusministeriums